# نادي فاتح كاراغومروك
نادي فاتح قرة جُمرك الرياضي (بالتركية: Fatih Karagümrük Spor Kulübü) هو نادِ كرة قدم تركي من مدينة إسطنبول، تأسس في 1926 ويلعب حالياً في الدوري التركي الممتاز.